# 一ノ木村
一ノ木村（いちのきむら）は福島県耶麻郡にあった村。現在の喜多方市山都町一ノ木にあたる。

## 地理
- 山：鳥屋森山、代塚山、長坂峰、疣岩山、三国岳、飯豊山、地蔵山、牛ヶ岩山、曽倉山、黒森山、向山、下山、龍ノ山、津々倉森、大花山
- 河川：一ノ戸川

## 歴史
- 1889年（明治22年）4月1日 - 町村制の施行により一ノ木村が単独で自治体を形成。
- 1954年（昭和29年）3月31日 - 山都町・相川村・早稲谷村および朝倉村の一部（賢谷・沼ノ平）と合併し、改めて山都町が発足。同日一ノ木村廃止。

## 飯豊山付近の境界について
飯豊山は山形県、新潟県との県境にあるが、南東麓の福島県側から山頂を経て御西岳に至る登山道付近のみが本村に属しており、山頂付近は本村である（いずれも現在は喜多方市）。理由は、明治期に廃藩置県後に飯豊山付近が新潟県に編入されたが、飯豊山神社を本宮とする福島県側の猛烈な反対運動により、参道にあたる登山道および山頂を再び福島県にすることで決着した結果である。その為、福島県の県境がいびつな結果になっている。